# Wåhlin (släkt)
Wåhlin är en svensk släkt som har tagit namn efter Vårdnäs socken. 
Släkten stammar från kyrkoherden i Östra Stenby i Östergötland, Andreas Jonæ (1661–1725), som antog namnet. Med 797 bärare av namnet den 31 december 2013 är det osäkert om alla med efternamnet Wåhlin tillhör denna släkt.

## Kända medlemmar
- Christian Wåhlin (1761–1829), präst och historiker
- Ejnar Wåhlin (1909–1996), ingenjör
- Karl Wåhlin (1861–1937), museiman och konstkritiker
- Lars Peter Wåhlin (1772-1834), präst
- Samuel Wåhlin (1867–1934), jurist
- Theodor Wåhlin (1864–1948), arkitekt